# Едевалдо де Фрейтас
Едевалдо де Фрейтас (порт. Edevaldo de Freitas, нар. 28 січня 1958, Кампус-дус-Гойтаказіс) — бразильський футболіст, що грав на позиції захисника.
Виступав, зокрема, за клуби «Інтернасьйонал» та «Васко да Гама», а також національну збірну Бразилії.

## Клубна кар'єра
У дорослому футболі дебютував 1977 року виступами за команду «Флуміненсе», в якій провів п'ять сезонів, взявши участь у 44 матчах чемпіонату і вигравши 1980 року Лігу Каріока. Своєю грою за цю команду привернув увагу представників тренерського штабу клубу «Інтернасьйонал», до складу якого приєднався 1981 року. Відіграв за команду з Порту-Алегрі наступні три сезони своєї ігрової кар'єри.
1983 року уклав контракт з клубом «Васко да Гама», у складі якого провів наступні три роки своєї кар'єри гравця. Більшість часу, проведеного у складі «Васко да Гама», був основним гравцем захисту команди.
У сезоні 1985/86 виступав за португальське «Порту», вигравши національний чемпіонат, але основним гравцем не став і незабаром повернувся на батьківщину, де виступав за низку місцевих клубів, завершивши ігрову кар'єру у команді «Жакарепагуа», за яку виступав протягом 1998 року.

## Виступи за збірну
1980 року дебютував в офіційних матчах у складі національної збірної Бразилії. Він також брав участь у Мундіаліто наприкінці 1980 — початку 1981 року і один у грі проти Аргентини (1:1) забив свій єдиний гол за збірну.
У складі збірної був учасником чемпіонату світу 1982 року в Іспанії, зігравши лише один матч — проти Аргентини (3:1).
Загалом протягом кар'єри у національній команді, яка тривала 3 роки, провів у її формі 18 матчів, забивши 1 гол.

## Титули і досягнення
- Переможець Ліги Каріока (1):

«Флуміненсе»: 1980
- Чемпіон Португалії (1):

«Порту»: 1985/86